# Теляковское (сельское поселение)
Теляковское се́льское поселе́ние — муниципальное образование в Ясногорском районе Тульской области Российской Федерации.
Административный центр — село Теляково.

## География
Расстояние от Теляково до районного центра — 18 км, пути сообщения автомобильные.

## История
Статус и границы сельского поселения установлены Законом Тульской области от 3 марта 2005 года № 539-ЗТО  «О переименовании муниципального образования "Ясногорский район" Тульской области, установлении границ, наделении статусом и определении административных центров муниципальных образований на территории Ясногорского района Тульской области»

## Население
| 2010  | 2012  | 2013  | 2014  | 2015  | 2016  | 2017  |
| ----- | ----- | ----- | ----- | ----- | ----- | ----- |
| 3427  | ↗3449 | ↘3411 | ↘3361 | ↘3323 | ↘3291 | ↘3258 |
| 2018  | 2019  | 2020  | 2021  |       |       |       |
| ↘3246 | ↘3184 | ↘3118 | ↘3102 |       |       |       |

## Состав сельского поселения
| №  | Населённый пункт     | Тип населённого пункта       | Население |
| -- | -------------------- | ---------------------------- | --------- |
| 1  | Андрюшково           | деревня                      | 2         |
| 2  | Байдино              | деревня                      | 12        |
| 3  | Броденки             | деревня                      | 8         |
| 4  | Верхнее Заглухино    | деревня                      | 0         |
| 5  | Верхнее Красино      | село                         | ↘213      |
| 6  | Верхнее Редькино     | деревня                      | 0         |
| 7  | Воловниково          | деревня                      | ↘226      |
| 8  | Гайтурово            | деревня                      | 1         |
| 9  | Горки                | село                         | 14        |
| 10 | Дробино              | деревня                      | 5         |
| 11 | Захарьино            | деревня                      | 3         |
| 12 | Захарьинские Выселки | деревня                      | 6         |
| 13 | Знаменское           | село                         | 62        |
| 14 | Климовское           | деревня                      | ↘441      |
| 15 | Козловка             | деревня                      | 4         |
| 16 | Копенкино            | деревня                      | 53        |
| 17 | Котенево             | деревня                      | 2         |
| 18 | Кунеево              | деревня                      | 12        |
| 19 | Ледово               | деревня                      | 0         |
| 20 | Лиховидово           | деревня                      | 2         |
| 21 | Малое Макаево        | деревня                      | 7         |
| 22 | Машково              | село                         | ↘143      |
| 23 | Милино               | деревня                      | 17        |
| 24 | Михайловское         | деревня                      | 11        |
| 25 | Мокрый Корь          | село                         | ↘113      |
| 26 | Нефедьево            | деревня                      | 7         |
| 27 | Новоселки            | посёлок                      | 5         |
| 28 | Овечкино             | деревня                      | 10        |
| 29 | Одинцово             | село                         | 9         |
| 30 | Павловское           | деревня                      | 1         |
| 31 | Пахомово             | деревня                      | 5         |
| 32 | Первомайский         | посёлок                      | ↘412      |
| 33 | Периково             | деревня                      | 28        |
| 34 | Петровские Дворики   | деревня                      | 0         |
| 35 | Притыкино            | деревня                      | 2         |
| 36 | Руднево              | деревня                      | 69        |
| 37 | Рязановка            | деревня                      | 9         |
| 38 | Санталовский         | посёлок                      | ↘697      |
| 39 | Сасово-Антоньево     | деревня                      | 1         |
| 40 | Спицино              | деревня                      | 8         |
| 41 | Спицинский           | посёлок                      | ↗298      |
| 42 | Теляково             | село, административный центр | ↘408      |
| 43 | Торопово             | деревня                      | 2         |
| 44 | Тунаевка             | деревня                      | 9         |
| 45 | Ушаково              | деревня                      | 4         |
| 46 | Федюкино             | деревня                      | 14        |
| 47 | Харино               | деревня                      | 57        |
| 48 | Хотушь               | село                         | ↘450      |
| 49 | Хреново              | деревня                      | 4         |
| 50 | Череуга              | деревня                      | 2         |

## Местное самоуправление
Администрация МО: 301041, Ясногорский район, с. Теляково, ул. Мира, д. 5-б
Панин Евгений Григорьевич — глава МО Теляковское Ясногорского района, телефон: 3-52-36

## Предприятия, расположенные на территории МО
- СПК «Надежда»
- КФХ «Хохлов»
- ООО «ИнтеркросЦентр»
- ООО «Полесье»

## Учреждения здравоохранения, расположенные на территории МО
- Воловниковский фельдшерско-акушерский пункт
- Машковский фельдшерско-акушерский пункт
- Верхне-Красинский фельдшерско-акушерский пункт
- Захарьинский фельдшерско-акушерский пункт
- Мокринский фельдшерско-акушерский пункт
- Спицинский фельдшерско-акушерский пункт
- Теляковский фельдшерско-акушерский пункт
- Хотушской фельдшерско-акушерский пункт
- Санталовский фельдшерско-акушерский пункт

## Учреждения образования, расположенные на территории МО
- МОУ "Теляковская СОШ "
- МОУ «Первомайская СОШ»
- МОУ «Санталовская СОШ»
- МОУ «Спицинская СОШ»
- МОУ «Воловниковская ООШ» (закрыта)
- МОУ «Хотушская ООШ» (закрыта)
- МОУ «Верхне-Красинская НОШ»
- МОУ «Рудневская НОШ»

На территории МО расположены 7 учреждений культуры — Теляковский, Первомайский, Санталовский, Спицинский, Хотушской, Верхне-Красинский, Воловниковский сельские Дома культуры.

## Русская православная церковь
В селе Теляково находится Церковь Рождества Пресвятой Богородицы 1849—1850 годов постройки.